# روبرت باترسون غرانت
روبرت باترسون غرانت هو سياسي كندي، ولد في 12 أبريل 1814، وتوفي في 13 نوفمبر 1892. حزبياً، نشط في الحزب الليبرالي الكندي والحزب الليبرالي في نوفا سكوشا ‏. وقد انتخب عضو مجلس نواب نوفا سكوتيا وانتخب عضو مجلس العموم الكندي.